# NGC 6146
NGC 6146 é uma galáxia elíptica (E) localizada na direcção da constelação de Hercules. Possui uma declinação de +40° 53' 33" e uma ascensão recta de 16 horas, 25 minutos e 10,2 segundos.
A galáxia NGC 6146 foi descoberta em 18 de Março de 1787 por William Herschel.